# Élections sénatoriales de 2008 dans l'Aisne
Les élections sénatoriales dans l'Aisne ont eu lieu le dimanche 21 septembre 2008. Elles ont eu pour but d'élire les sénateurs représentant le département au Sénat pour un mandat de six années.

## Contexte départemental
Lors des élections sénatoriales du 27 septembre 1998 dans l'Aisne, trois sénateurs ont été élus, un de l'ADD, un RPR et un UDF.
Depuis, tous les effectifs du collège électoral des grands électeurs ont été renouvelés, avec les élections législatives françaises de 2007, les élections régionales françaises de 2004, les élections cantonales de 2004 et 2008 et les élections municipales françaises de 2008.

## Rappel des résultats de 1998
| Candidat et parti politique | Candidat et parti politique | Candidat et parti politique | Premier tour | Premier tour | Second tour | Second tour |
| Candidat et parti politique | Candidat et parti politique | Candidat et parti politique | Voix         | %            | Voix        | %           |
| --------------------------- | --------------------------- | --------------------------- | ------------ | ------------ | ----------- | ----------- |
|                             | Paul Girod                  | UDF                         | 785          | 46,53        | 949         | 56,56       |
|                             | Pierre André                | RPR                         | 642          | 38,06        | 914         | 54,47       |
|                             | Yves Daudigny               | PS                          | 553          | 32,78        | 625         | 37,25       |
|                             | Jacques Pelletier           | MDR                         | 530          | 31,42        | 854         | 50,89       |
|                             | Jean-Claude Lamant          | RPR                         | 485          | 28,75        | 232         | 13,83       |
|                             | Emmanuelle Bouquillon       | UDF                         | 303          | 17,96        | Retrait     | Retrait     |
|                             | Patrick Blaszkiewicz        | MDC                         | 298          | 17,66        | Retrait     | Retrait     |
|                             | Michel Carreau              | PCF                         | 296          | 17,55        | Retrait     | Retrait     |
|                             | François Braillon           | Verts                       | 119          | 7,05         | 132         | 7,87        |
|                             | Wallerand de Saint-Just     | FN                          | 48           | 2,85         | 16          | 0,95        |
|                             | Franck Briffaut             | FN                          | 33           | 1,96         | 16          | 0,95        |
|                             | Albert Ponthieux            | FN                          | 32           | 1,90         | 17          | 1,01        |
|                             |                             |                             |              |              |             |             |
| Inscrits                    | Inscrits                    | Inscrits                    | 1 757        | 100,00       | 1 757       | 100,00      |
| Abstentions                 | Abstentions                 | Abstentions                 | 34           | 1,94         | 38          | 2,16        |
| Votants                     | Votants                     | Votants                     | 1 723        | 98,85        | 1 719       | 97,84       |
| Blancs et nuls              | Blancs et nuls              | Blancs et nuls              | 36           | 2,09         | 41          | 2,39        |
| Exprimés                    | Exprimés                    | Exprimés                    | 1 687        | 97,91        | 1 678       | 96,61       |

## Sénateurs sortants
| Sénateur | Sénateur     | Parti | Fonctions lors de l'élection en 1998                  |
| -------- | ------------ | ----- | ----------------------------------------------------- |
|          | vacant       |       |                                                       |
|          | Paul Girod   | UMP   | Sénateur sortant, conseiller général, maire de Droizy |
|          | Pierre André | UMP   | Conseiller régional, maire de Saint-Quentin           |

## Présentation des candidats et des suppléants
Les nouveaux représentants sont élus pour une législature de 6 ans au suffrage universel indirect par les 1742 grands électeurs du département. Dans l'Aisne, les sénateurs sont élus au scrutin majoritaire à deux tours. Leur nombre reste inchangé, 3 sénateurs sont à élire. Ils sont 9 candidats dans le département, chacun avec un suppléant.
| T/S | Candidats | Candidats               | Parti | Principale fonction                |
| --- | --------- | ----------------------- | ----- | ---------------------------------- |
| T   |           | Jean-Luc Lanouilh       | PCF   |                                    |
| S   |           | Laurent Élie            | PCF   |                                    |
| T   |           | Nora Ahmed-Ali          | Verts |                                    |
| S   |           | Catherine Arribas       | Verts |                                    |
| T   |           | Yves Daudigny           | PS    | Président du conseil général       |
| S   |           | Georges Flourre         | PS    |                                    |
| T   |           | Jacques Krabal          | PRG   | Maire de Château-Thierry           |
| S   |           | Rodrigue Flahaut        | PRG   |                                    |
| T   |           | Michel Laviolette       | DVD   |                                    |
| S   |           | Élie Fenianos           | DVD   |                                    |
| T   |           | Pierre André            | UMP   | Sénateur sortant                   |
| S   |           | Guy Dambre              | UMP   |                                    |
| T   |           | Antoine Lefèvre         | UMP   | Conseiller régional, maire de Laon |
| S   |           | Danièle Servas-Leneveu  | UMP   |                                    |
| T   |           | Annick Venet            | UMP   |                                    |
| S   |           | André Rigaud            | UMP   |                                    |
| T   |           | Nathalie Fauvergue      | FN    | Conseillère régionale              |
| S   |           | Wallerand de Saint-Just | FN    | Ancien conseiller régional         |

## Résultats
| Candidat et parti politique | Candidat et parti politique | Candidat et parti politique | Premier tour | Premier tour | Second tour | Second tour |
| Candidat et parti politique | Candidat et parti politique | Candidat et parti politique | Voix         | %            | Voix        | %           |
| --------------------------- | --------------------------- | --------------------------- | ------------ | ------------ | ----------- | ----------- |
|                             | Antoine Lefèvre             | UMP                         | 878          | 51,44        |             |             |
|                             | Pierre André                | UMP                         | 866          | 50,73        |             |             |
|                             | Annick Venet                | UMP                         | 844          | 49,44        | 811         | 47,79       |
|                             | Yves Daudigny               | PS                          | 833          | 48,80        | 856         | 50,44       |
|                             | Jacques Krabal              | PRG                         | 496          | 29,06        | Retrait     | Retrait     |
|                             | Jean-Luc Lanouilh           | PCF                         | 493          | 28,88        | Retrait     | Retrait     |
|                             | Michel Laviolette           | DVD                         | 86           | 5,04         | Retrait     | Retrait     |
|                             | Nora Ahmed-Ali              | Verts                       | 48           | 2,81         | Retrait     | Retrait     |
|                             | Nathalie Fauvergue          | FN                          | 43           | 2,52         | 30          | 1,77        |
|                             |                             |                             |              |              |             |             |
| Inscrits                    | Inscrits                    | Inscrits                    | 1 742        | 100,00       | 1 742       | 100,00      |
| Abstentions                 | Abstentions                 | Abstentions                 | 20           | 1,15         | 21          | 1,21        |
| Votants                     | Votants                     | Votants                     | 1 722        | 98,85        | 1 721       | 98,79       |
| Blancs et nuls              | Blancs et nuls              | Blancs et nuls              | 15           | 0,87         | 24          | 1,39        |
| Exprimés                    | Exprimés                    | Exprimés                    | 1 707        | 99,13        | 1 697       | 98,61       |